# 斯诺弗莱克 (亚利桑那州)
斯诺弗莱克（英語：Snowflake）是美国亚利桑那州纳瓦霍县下属的一座城市。面积约为33.58平方英里（约合87平方公里）。根据2010年美国人口普查，该市有人口5,590人，人口密度为166.8/平方英里。在建制上，该市属于“Town”。